# クラテュロス
クラテュロス（古代ギリシア語: Κρατύλος 前5世紀中後期ごろ）は、古代ギリシア・アテナイの哲学者。主にプラトンの対話篇『クラテュロス』の登場人物として知られ、同対話篇で主張する言語論が「クラテュロス主義」と呼ばれる。またヘラクレイトス哲学の急進的な支持者であり、若年期のプラトンに影響を与えた。

## 生涯
小アジア、エフェソスのヘラクレイトスの弟子ということ以上のことはほとんど知られていない。現代の伝記作家の中でもおおよその生年月日について合意に達しておらず、互いにプラトンまたはソクラテスのいずれかに相当する年齢が主張されている。アリストテレスの『形而上学』には、クラテュロスが5世紀半ばから後半にかけてアテナイで活躍した哲学者であり、プラトンがソクラテスと組む前に彼の教えに一時的に関心を持ったことを示唆するような一節がある。

## 哲学
『クラテュロス』において、「言葉は事物の本性を指示する」「音と観念は必然的に結びつく」という言語論を主張した。つまり例えば、古代ギリシア語で「レイン」（ῥεῖν rhein）という動詞が「流れる」を意味するのは流音を含むからである、というような言語論を主張した。この言語論は、フェルディナン・ド・ソシュールの「音と観念の結びつきは恣意的である」という言語論の否定にあたる。
また『クラテュロス』において、ソクラテスはヘラクレイトスの「同じ流れに二度足を踏み入れることはできない」という主張を引用する。アリストテレスによると、クラテュロスは師の教義を一歩超えて、一度もそれを行うことはできないと宣言した。

## 影響
「クラテュロス主義」 (英: Cratylism) は、現代哲学において上記の言語論が再構築されたものである。
これはエマニュエル・レヴィナスの1961年の著書『全体性と無限』の中で2度言及されている。また、オーストラリアの詩人・評論家のA・D・ホープは、1979年に詩に関するエッセイ本 The New Cratylus を出版している。仏教記号論を含む東洋思想に影響を与えたという説もある。